# Monumento naturale Su Sterru
Su Sterru, più noto come Voragine di Golgo e in sardo come Su Sterru o S'Isterru, è un inghiottitoio naturale che si apre all'improvviso sull'altopiano di Golgo nei pressi della chiesa campestre di San Pietro, nel Supramonte di Baunei. È ritenuta tra le più profonde voragini a singola campata d'Europa.

## Etimologia
Il significato corrente del nome "stérru" è "distesa", dal verbo istérrere (stendere), che non sembrerebbe pertanto correlato. Esso significa però anche scavo, quindi "su disterru" può intendere l'abisso.

## Descrizione
Si tratta di una voragine carsica creatasi nel calcare giurese, si trova ad un'altitudine di circa 400 metri sul livello del mare e ha il suo fondo dopo un salto pressoché verticale di circa 295 metri. La sezione della voragine, di tipo ellittico, si mantiene uniforme per buona parte del suo sviluppo con un diametro di circa 25 metri che diventano 40 al fondo.
La parte più superficiale dell'inghiottitoio, di circa 25 metri, è formata da rocce nere basaltiche, la restante è formata da rocce bianche calcaree.

## Esplorazione
La cavità, nota fin dall'antichità, ha subito diversi tentativi di esplorazione che per parecchi anni si sono rivelati infruttuosi poiché le corde utilizzate dai vari speleologi nei tentativi di raggiungerne il fondo, risultavano essere troppo corte rispetto alle dimensioni della voragine. Solamente nell'estate del 1957 gli speleologi del Gruppo Grotte Nuorese riuscirono a toccare la base dell'inghiottitoio che peraltro risultava completamente ricoperto dalle numerose pietre lanciate dai visitatori.
In epoche più recenti diverse spedizioni ne hanno raggiunto il fondo; le pareti dell'inghiottitoio sono state fotografate metro per metro ed un gruppo di biologi ha soggiornato per diversi giorni all'interno della cavità allo scopo di studiare la flora e la microfauna presente.
La Voragine del Golgo non è attrezzata per un flusso turistico. Per la sua difficoltà è accessibile solo a specialisti.

## Geologia
La voragine, massiccia ed imponente, sebbene inserita nell'ambiente carsico del Supramonte, presenta nella sua parte superiore rocce di tipo vulcanico di colore nero mentre quella più profonda ha natura calcarea. Fino al 1957 si considerava che la voragine fosse la bocca di un vulcano e le stesse carte topografiche ne segnalavano l'ingresso con il nome di Cratere vecchio.. Si ipotizzava, infatti, che da qui fossero uscite le lave nere che tuttora ricoprono parte dell'omonimo altopiano.
Quando, sul finire degli anni cinquanta gli speleologi esplorarono per la prima volta l'abisso, ci si rese conto che la voragine di Golgo è stata creata da normali fenomeni di erosione e nello specifico dal crollo di parte delle pareti basaltiche (le rocce nere di tipo vulcanico che si formarono tra il cenozoico ed il neozoico) che sovrastano la roccia calcarea. Tale crollo, si ritiene che sia dovuto all'erosione della roccia calcarea operato principalmente dall'acqua che, ad un certo punto, non sarebbero più state in grado di sopportare la mole del peso delle rocce sovrastanti.

## Ambiente
La voragine, che presenta un microclima particolare, ospita al suo interno un'interessante fauna troglobia in cui spicca il geotritone sardo, il ragno linifiide Porrhomma ed i crostacei terrestri del genere Trichoniscus.
Fu designato come monumento naturale con Decreto dell'Assessore regionale della Difesa dell’Ambiente della Sardegna del 2 dicembre 1993, n. 3110; a seguito di ricorso presentato da parte della Provincia di Nuoro,  il TAR Sardegna con sentenza n. 1239/2001 ha annullato il decreto istitutivo; di conseguenza, Su Sterru non è più da considerarsi come area protetta istituita e non è incluso nella versione più aggiornata dell'Elenco Ufficiale delle Aree Protette (VI aggiornamento, approvato con decreto 27 aprile 2010).

## Incidenti
Molte persone si sono suicidate gettandosi nel cuore della voragine, triste realtà ben nota localmente.

Accanto alla voragine è visibile una croce di acciaio. È stata posta dal padre di Antonio Carta, il giovane che il 31 luglio del 1976 precipitò nell'inghiottitoio di Su Sterru nel tentativo di fotografarne l'interno, come spiega la sorella: 